# Пойнт-Аргуэльо
Пойнт-Аргуэ́льо (англ. Point Arguello) — центр испытания ракетной техники и район запуска зондирующих ракет на территории штата Калифорния, США. Эксплуатируется с 1959 года. Вместе с другими стартовыми позициями и вспомогательными объектами, располагавшимися в Ванденберге, Пойнт-Мугу и близлежащих островах в Тихом океане образовывал Западный испытательный полигон (Western Range). 1 июля 1964 года был территориально присоединён к базе Ванденберг.